# Жозефина Топали
Жозефина Топали (алб. Jozefina Çoba Topalli; Скадар, 26. новембра 1963) албанска је политичарка, председница албанског парламента од 3. септембра 2005. године до 10. септембра 2013. године, као и потпредседница Демократске странке Албаније.
Удата је и мајка је двоје деце. Изјашњава се као католикиња и бори се за равноправност свих религија у Албанији.

## Каријера
Жозефина Топали је дипломирала на универзитету у родном Скадру математику и право. Потом је студирала међународне односе на универзитету у Падови у Италији и стекла мастер на универзитету у Тирани за јавну управу и европске студије. Течно говори, поред матерњег албанског, енглески, руски, француски и италијански.
Од 1992. до 1995. године радила је у Привредној комори у граду Скадру, а од 1995. до 1996. године је била канцеларка и предавачица на универзитету у Скадру.
Топали је члан националног законодавног тела од 1997. године.
Године 2005. изабрана је за функцију председнице Скупштине Републике Албаније на којој је остала све до 2013. године.